# Asplenium caput-serpentis
Asplenium caput-serpentis là một loài dương xỉ trong họ Aspleniaceae. Loài này được Henriq. mô tả khoa học đầu tiên năm 1891.
Danh pháp khoa học của loài này chưa được làm sáng tỏ. 